# Muse (Band)
Muse [mjuːz] ist eine britische Rockband, die 1994 in Teignmouth, England gegründet wurde. Die Band besteht aus Matthew Bellamy (Gesang, Gitarre, Klavier und Synthesizers), Chris Wolstenholme (E-Bass, Gesang, Synthesizer) und Dominic Howard (Schlagzeug und Perkussion). Muse verbindet stilistisch Alternative, Hard und Progressive Rock sowie Electronica mit Elementen klassischer Musik zu Rockballaden und wird dem Subgenre New Prog zugeordnet.

## Geschichte

### Gründung und die frühen Jahre (1992 bis 1997)
Die einzelnen Mitglieder von Muse waren in den frühen 1990er Jahren zunächst Mitglieder verschiedener Bands, während sie das Teignmouth Community College besuchten. Unter dem Namen Rocket Baby Dolls nahmen sie 1994 gemeinsam an einem lokalen Battle of The Bands teil und gewannen. Kurz darauf entschieden sich die Bandmitglieder, auf ihre Universitätspläne zu verzichten, ihre Jobs zu kündigen, den Namen in Muse zu ändern und aus Teignmouth fortzuziehen.

### Erste EPs undShowbiz(Muse und Muscle Museum, 1998 bis 1999)
Zu diesem Zeitpunkt wurde die Band hauptsächlich von der Rockmusik der frühen neunziger Jahre beeinflusst, überwiegend aus Amerika. Die Band orientierte sich am Grunge und wollte eine Alternative zum höchst populären Britpop bieten. Nach einer Reihe von Konzerten in London und Manchester, bei der die Band nach einem Markt für ihre Musik suchte, traf die Band Dennis Smith, der ein Aufnahmestudio namens Sawmills in Cornwall, England besaß. Dieses Treffen führte zu den ersten, richtigen Studioaufnahmen, welche unter dem Namen Muse als EP auf dem zu Sawmills gehörenden Label Dangerous veröffentlicht wurde. Mit ihrer zweiten EP namens Muscle Museum erlangten sie die Aufmerksamkeit des britischen Journalisten Steve Lamacq und der wöchentlich erscheinenden britischen Musikpublikation NME. Nach der Veröffentlichung der EP mitbegründete Dennis Smith den Musikproduzenten Taste Media, welcher die ersten drei Alben von Muse herausbrachte.
Mit der zweiten EP erzielte Muse einen kleinen Erfolg. Während die britischen großen Plattenfirmen noch zögerten, Muse einen Vertrag anzubieten (der Klang der Band war ihnen zu nah an Radiohead), schlugen die Amerikaner schneller zu: Die Plattenfirma Maverick Records gewährte Muse auf Konzerten ein paar Auftritte, um sie schließlich Ende 1998 unter Vertrag zu nehmen. Nach ihrer Rückkehr aus Amerika organisierte Taste Media Verträge mit verschiedenen Plattenfirmen in Europa und Australien.
Man wandte sich für die Aufnahme des ersten Albums Showbiz an John Leckie, der zuvor Radioheads erfolgreiches Album The Bends produziert hatte.
Im Anschluss an die Veröffentlichung spielte Muse als Vorband bei Savage Garden in den Vereinigten Staaten. In den Jahren 1999 und 2000 spielte Muse auf mehreren Festivals in Europa und gab Konzerte in Japan und Australien. Es etablierte sich eine Fangemeinde in Westeuropa, vor allem in Frankreich.

### Aufstieg (Origin of Symmetry, 2001 bis 2002)

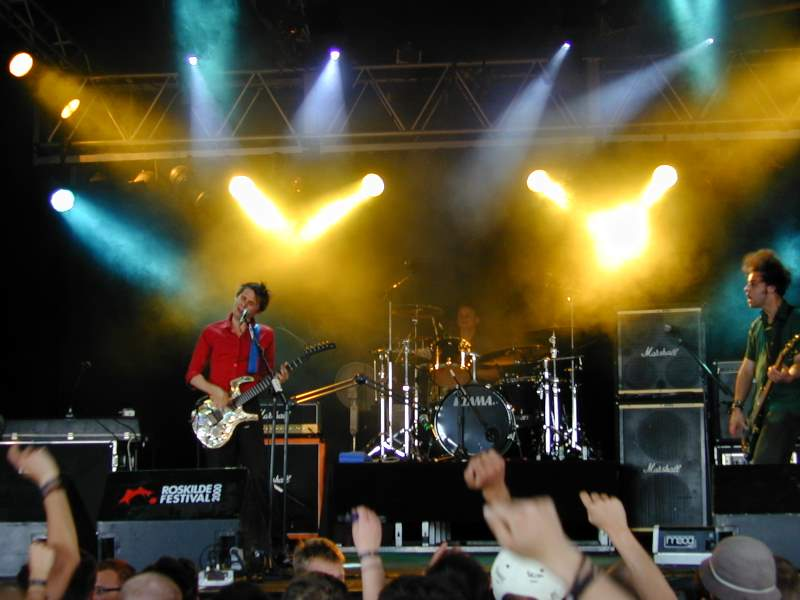
Muse beim Roskilde-Festival (2000)

Die Band fing auf Druck der Plattenfirma an, an ihrem zweiten Album Origin of Symmetry zu schreiben. Muse experimentierten auch mit Musikinstrumenten wie der Kirchenorgel. Es wurden vermehrt Falsettogesang eingesetzt sowie Bellamys Klavierfähigkeiten.
Origin of Symmetry erreichte vorerst nicht die amerikanischen Plattenläden. Die Plattenfirma Maverick hatte Zweifel hinsichtlich Bellamys Stimme (sie wurde als nicht radiokompatibel erachtet) und fragte Muse, ob sie ein paar ihrer Lieder vor ihrem Verkauf in den USA umschreiben würden. Die Band wies die Forderung zurück und trennte sich anschließend von Maverick (das Album wurde 2005 dann doch auf dem amerikanischen Markt veröffentlicht, allerdings von Warner).

### Kreative Pause (Hullabaloo, 2002)
Im Jahr 2002 brachten Muse eine Doppel-CD namens Hullaballoo mit 11 unveröffentlichten Tracks sowie einem Live-Mitschnitt von zwei Konzerten an zwei aufeinander folgenden Tagen im Le Zénith de Paris heraus. Außerdem enthält sie eine Dokumentation, die vor allem vom Manager Tom Kirk aufgenommen wurde. Der Song Shrinking Universe wurde im Trailer des Films 28 Weeks Later verwendet.

### Lob und Kritik (Absolution, 2003 bis 2004)
2003 wurde ihr drittes Studioalbum Absolution veröffentlicht. Rich Costey, der Produzent, der zuvor auch mit Rage Against the Machine gearbeitet hatte, war diesmal für die Platte zuständig. Der Song Time is running out wurde im Trailer zu Running Scared verwendet.
Die Single Stockholm Syndrome war ausschließlich als Download über das Internet zu kaufen und bestand aus dem Lied an sich, einem Plattencover zum Ausdrucken sowie einem Musikvideo zur Single. Durch diesen Vertriebsweg tauchte die Single nicht in offiziellen Charts auf, laut der Plattenfirma hätten die Verkaufszahlen jedoch in mehreren Ländern zu Platzierungen unter den ersten zehn gereicht. Der New Musical Express listete das Gitarrensolo auf Platz 19 der „50 besten Gitarrensolos.“
Die Band brach zu ihrer ersten internationalen Konzerttour auf, die sie innerhalb eines Jahres nach Australien, Europa und in die USA brachte. Währenddessen brachte Muse auch fünf Singles in die Läden. Nach dem Konzert im Rahmen des Glastonbury Festival 2004 (Bellamy sagte nach dem Konzert, dass es das beste ihres Lebens gewesen sei) starb der Vater von Schlagzeuger Dominic Howard, der am Abend beim Konzert anwesend war, an einem Herzinfarkt.

### Zurück auf der Bühne (2005 bis 2007)

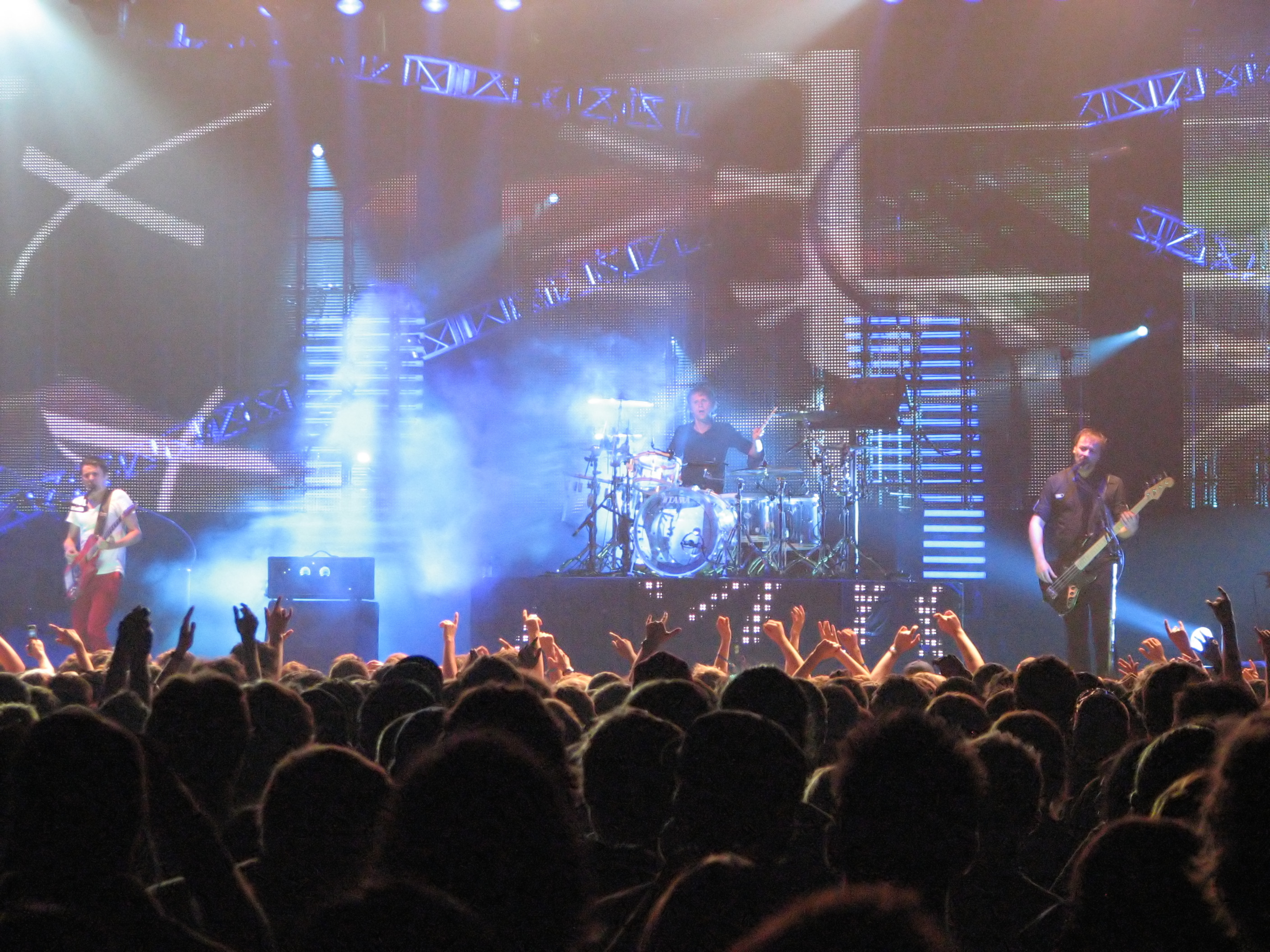
Muse in Toronto (2007)

Ende 2004 gab Bellamy MTV ein Interview, in dem er sagte, dass das nächste Muse-Album „positiver“ sein werde. Während die Alben Absolution und Origin of Symmetry eher mit dramatischer Melancholie oder apokalyptischen Texten charakterisiert werden können, werde das nächste Album „mit Optimismus und Hoffnung wirken“. Bellamy erklärte dies damit, dass nach dem tragischen Tod von Schlagzeuger Dominic Howards Vater die Band durch schwierige Zeiten ging und sie diese Stärke den Fans übermitteln wollen.
2005 brachte Vitamin Records The String Quartet Tribute To Muse auf den Markt.

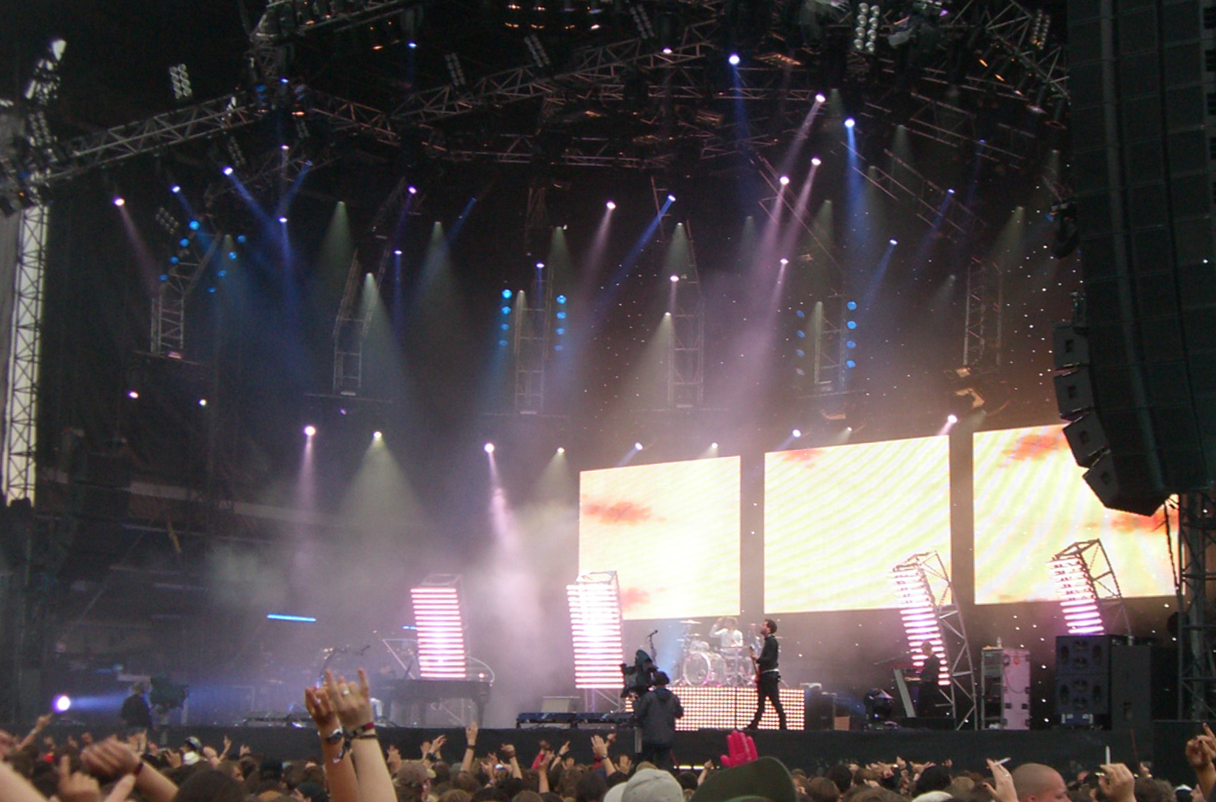
Muse bei Rock im Park (2007)

Die Band verschob den Großteil ihrer für Sommer 2006 geplanten Auftritte bis auf weiteres. Allerdings waren sie Headliner des Southside, des Hurricane und des Frequency Festivals. Der Auftritt auf dem Hurricane Festival musste aufgrund eines schweren Unwetters abgesagt werden.
Das Album Black Holes and Revelations erschien in Deutschland am 30. Juni 2006. Singleauskopplungen daraus waren Supermassive Black Hole, Starlight, Knights Of Cydonia, Invincible und Map Of The Problematique.
Am 16. Juni 2007 spielten Muse als erste Band im neu erbauten Londoner Wembley-Stadion (nachdem George Michael dort als erster Solo-Künstler ein Konzert gegeben hatte). Wegen der großen Nachfrage gab es einen weiteren Auftritt am 17. Juni 2007. Am 17. März 2008 erschien eine Live-DVD plus CD von den beiden Wembley-Konzerten mit dem Titel H.A.A.R.P. Auf der CD sind Teile des Konzertes vom 16. Juni zu hören, die DVD hingegen enthält das Konzert vom 17. Juni und diverses Bonusmaterial.

### The Resistance (2009 bis 2010)
Am 22. Mai 2009 wurde der Titel des neuen Albums, The Resistance, über den Twitter-Account der Band veröffentlicht. Am 3. August 2009 wurde die erste Single mit dem Titel Uprising im britischen Radiosender BBC Radio 1 vorgestellt. Das Album The Resistance erschien am 11. September 2009 in Deutschland und erreichte noch am Erscheinungstag Platz 1 der deutschen iTunes-Albumcharts. Eine Woche nach Erscheinen setzten sich Muse in Großbritannien, Deutschland und einigen anderen Ländern an die Spitze der offiziellen Albumcharts.
Im Oktober 2009 begann ihre fast ausverkaufte Welttournee. In Deutschland machten sie in Hamburg, Berlin, Köln und München halt. Während der Aufführung von Exogenesis, einer Trilogie aus dem Album The Resistance, erschienen in der Bühnenshow einiger Konzerte Ufos, aus denen Außerirdische hinausstiegen.
Bei Rock am Ring 2010 und Rock im Park 2010 traten Muse als Headliner auf. Am 11. und 12. Juni 2010 spielte die Band im Stade de France und am 26. Juni waren sie Headliner des Glastonbury Festivals, wo Muse unter anderem den U2-Song „Where the Streets Have No Name“ zusammen mit U2-Gitarrist The Edge spielte.

### The 2nd Law (2012–2014)
Im Juni 2012 gab die Band auf ihrer Homepage die Veröffentlichung des sechsten Studioalbums für September 2012 unter dem Namen The 2nd Law bekannt. Im Anschluss war zunächst eine Europatour geplant. Am 27. Juni 2012 wurde mit Survival der erste Song des Albums veröffentlicht, der Titel wurde als offizieller Song der Olympischen Sommerspiele 2012 ausgewählt. Die erste offizielle Single Madness, hatte am 20. August 2012 um 20.30 MEZ im britischen BBC1 Radio in der Zane Lowe Show ihr erstes Airplay. The 2nd Law erschien nach mehrmals verschobenem Veröffentlichungstermin schließlich am 28. September 2012.
Später veröffentlichten Muse das Live-Album Live at Rome Olympic Stadium. Dort sind die Songs vertreten, die sie bei dem Konzert der 2nd Law Tour gespielt haben.

### Drones (2014–2016)
Auf dem Album Drones wollte Bellamy sich von den auf den letzten Alben stark vertretenen Orchesteraufnahmen und dem Einsatz elektronischer Instrumente wieder entfernen, um ein Album aufzunehmen, das vor allem mit den klassischen Rock-Instrumenten Schlagzeug, Bass und Gitarre auskommt. Das Album wurde am 5. Juni 2015 veröffentlicht und von Mutt Lange produziert, der hauptsächlich durch seine Arbeit mit Foreigner, AC/DC und Def Leppard bekannt ist. Bereits am 12. März wurde der Song Psycho vorgestellt. Am 23. März folgte die erste Single Dead Inside. Bis zum Erscheinen des Albums wurden bereits die ersten sechs Songs bei Youtube veröffentlicht.
Nach einer Festival-Tour durch Europa im Sommer 2015 haben Muse neben Tourneen durch Asien und Südamerika im selben Jahr ab Februar 2016 mit einer neuen 360°-Bühne europäische Arenen bespielt. Dem Album-Thema entsprechend wurden bei den Livekonzerten auch ein Schwarm ferngesteuerter Drohnen in die Inszenierung der Show eingebunden. In Deutschland wurden Konzerte in Köln, München, Hamburg und Berlin gespielt. Die Tour wurde im Jahr 2018 mit einem Kinofilm dokumentiert.

### Simulation Theory (2017–2019)
Von Januar 2017 bis Juli 2018 arbeitete die Band mit gelegentlichen Unterbrechungen für ausgewählte Konzerte am achten Album. Am 18. Mai 2017 veröffentlichte die Band die Single Dig Down, am 16. Februar 2018 Thought Contagion und am 19. Juli 2018 Something Human. Am 30. August 2018 wurde die vierte Single The Dark Side veröffentlicht und gleichzeitig der Albumtitel Simulation Theory bekanntgegeben. Das Album wurde am 9. November 2018 veröffentlicht. Die Thematik des Albums wurde vom vergifteten politischen Klima in Amerika während des Entstehungszeitraums des Albums und der dazugehörigen Berichterstattung beeinflusst. Unter dem Titel „Simulation World Tour“ unternahm die Band eine weltweite Tour. Auch diese Tour wurde im Jahr 2020 mit einem Kinofilm dokumentiert.

### Will of the People (ab 2022)
Im Jahr 2020 kündigten Muse an, an einem neuen Album zu arbeiten. Mit Won’t Stand Down erschien am 13. Januar 2022 eine erste Single. Die zweite Single, Compliance, folgte am 17. März 2022 zeitgleich mit der Bekanntgabe von Will of the People, dem Titel des neunten Albums. Das Lied Will of the People selbst folgte am 1. Juni 2022. Laut Matt Bellamy ist die Grundidee des Albums ein „Kompilationsalbum mit neuen Songs“, da die Band den Wunsch der Plattenfirma eine Kompilation zu veröffentlichen, abgelehnt hat. Die weitere thematische Grundidee des Albums ist, eine Landkarte durch verschiedene Krisen zu sein, wie Kriege in Europa und der Sturm auf das Kapitol (von dem Won’t Stand Down inspiriert ist).
Das Album wurde am 26. August 2022 veröffentlicht.

## Auszeichnungen
2004 gewannen Muse zwei MTV Europe Music Awards, darunter Best Alternative Act, und einen Q Award für Best Live Act.
Bei den MTV Europe Music Awards 2006 waren Muse für Best Alternative, Best Album und Best UK & Ireland nominiert. Letztendlich gewannen sie den Preis für Best Alternative.
Im Februar 2007 gewannen Muse bei den BRIT Awards den Preis als bester Live Act. Nominiert waren sie außerdem für die Preise Bestes Album und Beste Gruppe. Im November 2007 gewannen sie zwei MTV Europe Music Awards in den Kategorien Headliner für die beste Live Show und Best UK & Ireland Act.
Im Februar 2009 gewannen Muse in den Kategorien Best Live Act und Best Album Artwork bei den NME Awards. Im Oktober 2009 gewannen Muse den Q Award für den Best Act in the World Today.
Im September 2010 gewannen Muse einen MTV Video Music Award in der Kategorie Best Special Effects für das Musikvideo zu Uprising.
Bei den Grammy Awards 2011 im Februar 2011 gewannen sie die Auszeichnung in der Kategorie Best Rock Album für ihr Album The Resistance.
Ihr Konzert auf der Berliner Waldbühne am 14. Juli 2013 wurde 2014 mit dem Live-Entertainment-Award als Konzert des Jahres ausgezeichnet.
Bei den Grammy Awards 2016 im Februar 2016 gewannen sie die Auszeichnung in der Kategorie Best Rock Album für ihr Album Drones.
Bei den MTV Europe Music Awards 2019 gewann die Band die Kategorie „Best World Stage“.
Bei den MTV Europe Music Awards 2022 erhielt die Band eine Auszeichnung in der Kategorie „Best Rock“.

## Diskografie
Studioalben

| Jahr | Titel Musiklabel                               | Höchstplatzierung, Gesamtwochen, AuszeichnungChartplatzierungen (Jahr, Titel, Musiklabel, Platzierungen, Wochen, Auszeichnungen, Anmerkungen) | Höchstplatzierung, Gesamtwochen, AuszeichnungChartplatzierungen (Jahr, Titel, Musiklabel, Platzierungen, Wochen, Auszeichnungen, Anmerkungen) | Höchstplatzierung, Gesamtwochen, AuszeichnungChartplatzierungen (Jahr, Titel, Musiklabel, Platzierungen, Wochen, Auszeichnungen, Anmerkungen) | Höchstplatzierung, Gesamtwochen, AuszeichnungChartplatzierungen (Jahr, Titel, Musiklabel, Platzierungen, Wochen, Auszeichnungen, Anmerkungen) | Höchstplatzierung, Gesamtwochen, AuszeichnungChartplatzierungen (Jahr, Titel, Musiklabel, Platzierungen, Wochen, Auszeichnungen, Anmerkungen) | Anmerkungen                                                    |
| Jahr | Titel Musiklabel                               | DE | AT | CH | UK | US | Anmerkungen                                                    |
| ---- | ---------------------------------------------- | --- | --- | --- | --- | --- | -------------------------------------------------------------- |
| 1999 | Showbiz Mushroom Records (Pinnacle)            | — | — | — | UK29 Platin · (46 Wo.)UK | — | Erstveröffentlichung: 4. Oktober 1999 Verkäufe: + 600.000      |
| 2001 | Origin of Symmetry Mushroom Records (Pinnacle) | DE17 Gold · (11 Wo.)DE | AT7 (12 Wo.)AT | CH6 Gold · (28 Wo.)CH | UK3 ×2Doppelplatin · (44 Wo.)UK | US161 (1 Wo.)US | Erstveröffentlichung: 17. Juni 2001 Verkäufe: + 1.123.000      |
| 2003 | Absolution Taste Media (Taste)                 | DE11 Gold · (5 Wo.)DE | AT5 (8 Wo.)AT | CH3 Gold · (27 Wo.)CH | UK1 ×3Dreifachplatin · (86 Wo.)UK | US107 Platin · (28 Wo.)US | Erstveröffentlichung: 22. September 2003 Verkäufe: + 2.195.500 |
| 2006 | Black Holes and Revelations A&E Records (WMG)  | DE4 Gold · (12 Wo.)DE | AT4 (22 Wo.)AT | CH1 Platin · (63 Wo.)CH | UK1 ×4Vierfachplatin · (96 Wo.)UK | US9 Platin · (32 Wo.)US | Erstveröffentlichung: 30. Juni 2006 Verkäufe: + 3.285.000      |
| 2009 | The Resistance Warner Music (WMG)              | DE1 Platin · (51 Wo.)DE | AT1 Gold · (48 Wo.)AT | CH1 Platin · (64 Wo.)CH | UK1 ×2Doppelplatin · (67 Wo.)UK | US3 Platin · (67 Wo.)US | Erstveröffentlichung: 11. September 2009 Verkäufe: + 3.263.536 |
| 2012 | The 2nd Law Warner Music (WMG)                 | DE2 Gold · (15 Wo.)DE | AT1 (11 Wo.)AT | CH1 Platin · (46 Wo.)CH | UK1 Platin · (33 Wo.)UK | US2 Gold · (38 Wo.)US | Erstveröffentlichung: 28. September 2012 Verkäufe: + 1.702.927 |
| 2015 | Drones Muse (WMG)                              | DE3 (12 Wo.)DE | AT2 Gold · (14 Wo.)AT | CH1 Platin · (51 Wo.)CH | UK1 Gold · (35 Wo.)UK | US1 (18 Wo.)US | Erstveröffentlichung: 5. Juni 2015 Verkäufe: + 560.000         |
| 2018 | Simulation Theory Muse (WMG)                   | DE4 (6 Wo.)DE | AT3 (6 Wo.)AT | CH1 (19 Wo.)CH | UK1 Gold · (10 Wo.)UK | US12 (6 Wo.)US | Erstveröffentlichung: 9. November 2018 Verkäufe: + 275.000     |
| 2022 | Will of the People Muse (WMG)                  | DE2 (6 Wo.)DE | AT1 (9 Wo.)AT | CH1 (16 Wo.)CH | UK1 Gold · (4 Wo.)UK | US15 (1 Wo.)US | Erstveröffentlichung: 26. August 2022 Verkäufe: + 200.000      |